# Oberwörresbach
Oberwörresbach település Németországban, Rajna-vidék-Pfalz tartományban. Lakosainak száma 111 fő (2023. december 31.).

## Népesség
A település népességének változása:
| Lakosok száma | 124  | 126  | 123  | 106  | 112  | 111  |
|               | 1975 | 2017 | 2019 | 2021 | 2022 | 2023 |